# Ојлеров идентитет
Ојлеров идентитет је у математици назив за формулу:
{\displaystyle e^{\mathrm {i} \varphi }=\cos {\varphi }+\mathrm {i} \sin {\varphi }}
која представља везу између тригонометријских функција и комплексних бројева. Број {\displaystyle \mathrm {e} \,} је Ојлеров број (база природног логаритма), {\displaystyle \mathrm {i} \,} имагинара јединица комплексних бројева, а {\displaystyle \varphi \in \mathbb {R} } угао.
Једначина се први пут појавила у књизи Леонарда Ојлера „Introductio“ објављеној у Лозани (Швајцарска) по коме је и добила име.
Иако је првобитна претпоставка била {\displaystyle \varphi \in \mathbb {R} }, једначина важи и за {\displaystyle \varphi \in \mathbb {C} }.
За угао {\displaystyle \varphi =\pi \,} добија се идентитет
{\displaystyle \mathrm {e} ^{\mathrm {i} \pi }=-1\,}
или мало другачији облик Ојлеровог идентитета
{\displaystyle \mathrm {e} ^{\mathrm {i} \pi }+1=0\,}
се често назива најдивнијом формулом математике јер повезује фундаменталне бројеве {\displaystyle \mathrm {i} }, {\displaystyle \pi \,}, {\displaystyle \mathrm {e} \,}, 1, и 0 (нула), основне математичке радње, сабирање, множење и степеновање, и најважнију релацију =, и ништа више.
Постоји неколико метода којима се може доћи до ове једначине користећи уобичајена својства експоненцијалне функције (извод, мултипликативно својство, и слично). Данас се Ојлеров идентитет често користи како би се за комплексне вредности аргумента {\displaystyle z=x+\mathrm {i} y\,} прво дефинисала експоненцијална функција:
{\displaystyle \mathrm {e} ^{x+\mathrm {i} y}:=\mathrm {e} ^{x}(\cos y+\mathrm {i} \sin y)\,}
а затим се из те дефиниције даље доказују њена основна својства.

## Прва метода
Посматрамо функцију:
{\displaystyle f(x)={\frac {\cos(x)+\mathrm {i} \cdot \sin(x)}{\mathrm {e} ^{\mathrm {i} x}}}}
Именилац никада није нула, јер важи:
{\displaystyle \mathrm {e} ^{\mathrm {i} x}\cdot \mathrm {e} ^{-\mathrm {i} x}=\mathrm {e} ^{0}=1}
Ојлеров идентитет тврди да је {\displaystyle f(x)=1\,} за све вредности {\displaystyle x\,}.
Прво доказујемо да је функција {\displaystyle f(x)\,} константна, односно да је њен извод {\displaystyle f'(x)=0\,} за све {\displaystyle x\,}:
Знамо да је извод од {\displaystyle \mathrm {e} ^{\mathrm {i} x}\,}:
{\displaystyle \left[\mathrm {e} ^{\mathrm {i} x}\right]'=\mathrm {i} \cdot \mathrm {e} ^{\mathrm {i} x}}
Следи:
| {\displaystyle f'(x)\,} | {\displaystyle ={\frac {(-\sin x+\mathrm {i} \cdot \cos x)\cdot \mathrm {e} ^{\mathrm {i} x}-(\cos x+\mathrm {i} \cdot \sin x)\cdot \mathrm {i} \cdot \mathrm {e} ^{\mathrm {i} x}}{(\mathrm {e} ^{\mathrm {i} x})^{2}}}}                                                                     |
|                         | {\displaystyle ={\frac {-\sin x\cdot \mathrm {e} ^{\mathrm {i} x}+\mathrm {i} \cdot \cos x\cdot \mathrm {e} ^{\mathrm {i} x}-\mathrm {i} \cdot \cos x\cdot \mathrm {e} ^{\mathrm {i} x}-\mathrm {i} ^{2}\cdot \sin x\cdot \mathrm {e} ^{\mathrm {i} x}}{(\mathrm {e} ^{\mathrm {i} x})^{2}}}} |
|                         | {\displaystyle =0\,} |

{\displaystyle f'(x)=0\,} значи да се функција никада не мења. Да би добили њену вредност довољно је израчунати је за неку вредност по избору, у нашем случају биће то {\displaystyle 0\,}:
{\displaystyle f(0)={\frac {\cos(0)+\mathrm {i} \cdot \sin(0)}{\mathrm {e} ^{\mathrm {i} 0}}}={\frac {1+0}{\mathrm {e} ^{0}}}={\frac {1}{1}}=1}
Добили смо дакле жељени резултат.

## Друга метода
Друга метода се користи редовима за {\displaystyle \cos \,}, {\displaystyle \sin \,} и {\displaystyle \mathrm {e} ^{x}\,}. Знамо да ове три функције можемо написати као:
{\displaystyle \mathrm {e} ^{x}=\sum _{k=0}^{2N+1}{\frac {x^{k}}{k!}},\ \ \ \ N\rightarrow \infty }
{\displaystyle \cos(x)=\sum _{k=0}^{N}(-1)^{k}{\frac {x^{2k}}{(2k)!}},\ \ \ \ N\rightarrow \infty }
{\displaystyle \sin(x)=\sum _{k=0}^{N}(-1)^{k}{\frac {x^{2k+1}}{(2k+1)!}},\ \ \ \ N\rightarrow \infty }
Из тога следи да {\displaystyle \mathrm {e} ^{\mathrm {i} x}\,} можемо поделити:
{\displaystyle \mathrm {e} ^{\mathrm {i} \varphi }=\sum _{l=0}^{2N+1}{\frac {(\mathrm {i} \varphi )^{l}}{l!}}=\sum _{m=0}^{N}(-1)^{m}{\frac {\varphi ^{2m}}{(2m)!}}+\mathrm {i} \sum _{n=0}^{N}(-1)^{n}{\frac {\varphi ^{2m+1}}{(2m+1)!}}}
За {\displaystyle N\rightarrow \infty \,} добијамо {\displaystyle \mathrm {e} ^{\mathrm {i} \varphi }=\cos(\varphi )+\mathrm {i} \sin(\varphi )}, што је наш тражени резултат.

## Математичка лепота
Ојлеров идентитет се често наводи као пример дубоке математичке лепоте. Три основне аритметичке операције се дешавају тачно једном: сабирање, множење и степеновање. Идентитет такође повезује пет основних математичких константи:
- Број 0, адитивни идентитет.
- Број 1, мултипликативни идентитет.[13][14][15]
- Број π (π = 3.1415...), основна константа круга.
- Број e (e = 2.718...), познат и као Ојлеров број, који се широко јавља у математичкој анализи.
- Број i, имагинарна јединица комплексних бројева.

Даље, једначина је дата у облику скупа израза једнаког нули, што је уобичајена пракса у неколико области математике.
Професор математике на Универзитету Стенфорд Кит Девлин је рекао: „попут Шекспировог сонета који хвата саму суштину љубави, или слике која открива лепоту људског облика који је много више од површности, Ојлерова једначина сеже у саму дубине постојања“. Пол Нахин, професор емеритус на Универзитету у Њу Хемпширу, који је написао књигу посвећену Ојлеровој формули и њеној примени у Фуријеовој анализи, описује Ојлеров идентитет као устројство „изузетне лепоте“.
Писац математике Констанс Рид изнела је мишљење да је Ојлеров идентитет „најпознатија формула у целој математици“. Бенџамин Пирс, амерички филозоф, математичар и професор на Универзитету Харвард из 19. века, након што је доказао Ојлеров идентитет током предавања, изјавио је да је идентитет „апсолутно парадоксалан; не можемо да га разумемо, и не знамо шта значи, али ми смо то доказали и стога знамо да то мора бити истина“.
Анкета читалаца коју је спровео часопис The Mathematical Intelligencer 1990. године назвала је Ојлеров идентитет „најлепшом теоремом у математици“. У другој анкети читалаца коју је спровео часопис Physics World 2004. године, Ојлеров идентитет је повезан са Максвеловим једначинама (електромагнетизма) као „највећа једначина икада“.
Најмање три књиге популарне математике су објављене о Ојлеровом идентитету:
- Невероватна формула др Ојлера: Лечи многе математичке болести, Пол Нахин (2011)[22]
- Најелегантнија једначина: Ојлерова формула и лепота математике, Дејвид Стип (2017)[23]
- Ојлерова пионирска једначина: Најлепша теорема у математици, Робин Вилсон (2018).[24]